# Flammarion (månekrater)
Flammarion er et nedslagskrater på Månen. Det befinder sig på Månens forside i den sydlige udkant af Sinus Medii og er opkaldt efter den franske astronom Camille Flammarion (1842 – 1925).
Navnet blev officielt tildelt af den Internationale Astronomiske Union (IAU) i 1935. 

## Omgivelser
Flammarionkrateret ligger mellem Möstingkrateret mod nordvest og Herschelkrateret mod sydøst. Det skålformede krater "Mösting A" skærer ind i Flammarions vestlige rand. 

## Karakteristika
Den nedslidte ydre væg af Flammarionkrateret er helt nedbrudt mod nordvest, og de øvrige dele er eroderet og beskadiget. Den mest intakte del er den sydøstlige. Rillen Rima Flammarion forløber gennem åbningen i den nordvestlige rand og omkring 80 km mod vest-sydvest. Kraterbunden er blevet oversvømmet af lava og er derfor ret jævn og kun mærket af nogle få, spredte småkratere.

## Satellitkratere
De kratere, som kaldes satellitter, er små kratere beliggende i eller nær hovedkrateret. Deres dannelse er sædvanligvis sket uafhængigt af dette, men de får samme navn som hovedkrateret med tilføjelse af et stort bogstav. På kort over Månen er det en konvention at identificere dem ved at placere dette bogstav på den side af satellitkraterets midte, som ligger nærmest hovedkrateret. Flammarionkrateret har følgende satellitkratere:
| Flammarion | Længde | Bredde | Diameter |
| ---------- | ------ | ------ | -------- |
| A          | 1,9° S | 2,5° V | 4 km     |
| B          | 4,0° S | 4,5° V | 6 km     |
| C          | 2,0° S | 3,7° V | 5 km     |
| D          | 3,0° S | 4,8° V | 5 km     |
| T          | 2,9° S | 2,1° V | 34 km    |
| U          | 3,0° S | 1,4° V | 10 km    |
| W          | 2,1° S | 2,4° V | 7 km     |
| X          | 2,9° S | 3,0° V | 3 km     |
| Y          | 3,7° S | 3,2° V | 3 km     |
| Z          | 2,2° S | 1,4° V | 4 km     |

## Måneatlas
- Billeder af Flammarionkrateret i LPI-måneatlasset